# 坊ちゃん教授の事件簿
『坊ちゃん教授の事件簿』（ぼっちゃんきょうじゅのじけんぼ）は、1997年から2003年までフジテレビ系「金曜エンタテイメント」で放送されたテレビドラマシリーズ。全3回。主演は橋爪功。
第1作は『坊っちゃん教授の事件簿』、第2作では『人情教授 夏目龍之介』というタイトルになっている。

## キャスト

### レギュラー
夏目龍之介
演 - 橋爪功
花園女子大学文学部の客員教授。以前は東京大学文学部の教授だった（第1作）。
(研究室の扉に貼ってあるプレートの名前の表記は夏目"竜"之介になっている。)（第1作・第2作）
3作目では夏目龍之介となっている。
吉本育美
演 - 谷川清美
夏目の助手。
清
演 - 杉山とく子（第1作・第2作）
夏目家の家政婦。夏目のことを「坊ちゃん」と呼んでいる。

### ゲスト
第1作「四国道後殺人事件」（1997年）
- 香月正（松山新聞文化部・あだ名「赤シャツ」） - 西田健
- 長尾宗助（松山高等学校 教務主任・浩一の父の弟・あだ名「野だいこ」） - 森川章玄
- 堀田正則（郷土史家・浩一の母の兄・あだ名「山嵐」） - 河原崎次郎
- 上野忠徳（菓子屋の社長・あだ名「狸」） - 北村総一朗
- 岡千草（バー「マドンナ」ホステス・小説家志望） - 中原果南
- 弘美（花園女子大学の学生） - 藤貴子
- 紀子（花園女子大学の学生） - 馬渡亜樹
- 源三（内子座） - 金井大
- 青田（愛媛県警 刑事） - 平泉成
- 水沢（愛媛県警 刑事） - 小久保丈二
- 宮下順一（浩一の幼馴染） - 吉見一豊
- 谷崎啓一郎（浩一の腹違いの兄・2年前死亡） - 佐々木文夫
- 小川美佐子（浩一の母・故人） - 藤井佳代子
- 谷崎浩一（松山高等学校 教師・本名「中嶋武雄」） - 尾美としのり
- 石倉那美（バー「マドンナ」ママ・啓一郎の恋人・あだ名「マドンナ」） - 美保純

第2作「伊豆の踊子殺人事件」（1998年）
- 伊藤貴子（トラック運転手・妙子の姉） - 森口瑤子
- 伊藤妙子（花園女子大学の3年生） - 櫻井淳子
- 三島亜紀（花園女子大学の2年生） - 石橋けい
- 東条理恵（花園女子大学の2年生） - 蟹江桃子
- 湯川美知子（花園女子大学の3年生） - 朱門みず穂
- 小林眞吾（河津食材センター 従業員） - 津久井啓太
- 木村洋一（東都大学の学生・亜紀のストーカー） - 宮川ギナ
- 花園女子大学の理事長 - 有田麻里
- 花園女子大学の教授 - 高間智子
- 花園女子大学の教授 - 草野裕
- 花屋 - 小松正一
- 静岡県警下田北警察署 刑事 - 谷崎弘一
- 福田屋の仲居 - 高橋ひろ子
- 木村（洋一の母） - 上杉二美
- 花園女子大学の学長 - 三谷昇
- つりばし荘のフロント係 - 小久保丈二
- 正岡（静岡県警下田北警察署 刑事） - 名古屋章

第3作「岩手花巻・銀河牧場殺人事件」（2003年）
- 桜木紫雨子（小料理屋「安次郎」女将） - 西尾まり
- 桜木聡太郎（警察庁キャリア・紫雨子の夫） - 徳井優
- 倉内安次郎（小料理屋「安次郎」板前・紫雨子の父） - 犬塚弘
- 猫田（花巻中央警察署 警部） - 石橋蓮司
- 島崎典子（花園女子大学の学生） - 石橋けい（小学生：仲村美羽）
- 絵美（花園女子大学の学生） - 山本麻生
- 貴子（花園女子大学の学生） - 飯野愛
- 奈々子（花園女子大学の学生） - 寿三美
- 中野健一（旅行社ハナマキツーリスト・忠志の幼馴染） - 遠山俊也
- 尾形忠志（典子の兄） - 大沢健（中学生：石塚大樹）
- 犬童（刑事） - 近藤弐吉
- 菱田（刑事） - 平野貴大
- 矢代豊蔵（ヤシロクリエイツ 社長） - 西田健
- 田中浩太郎（田中不動産 社長） - 嶋崎伸夫
- 久保田鉄雄（久保田物産 社長） - 谷本一
- 加藤（署長） - 片桐竜次
- 島崎冬子（典子の養母） - 三谷侑未
- 美雪（花園女子大学の学生） - もたい陽子
- 慶子（花園女子大学の学生） - 田口育美
- 尾形健一郎（典子と忠志の父・故人） - 山口眞司
- 黒沼（三国保険） - 石住昭彦

## スタッフ
- 企画 - 遠藤龍之介（フジテレビ / 第1作）、清水賢治（フジテレビ / 第2作）、熊谷剛（フジテレビ / 第3作）
- 脚本 - 古田求、山口恵以子、佐伯俊道
- 演出 - 井上昭、増田天平
- プロデューサー - 赤司学文、石川好弘（第1作・第2作）
- 企画協力 - 円企画（第2作）
- 制作 - フジテレビ、オセロット

## 放送日程
| 話数 | 放送日         | サブタイトル               | 脚本              | 監督     |
| ---- | -------------- | -------------------------- | ----------------- | -------- |
| 1    | 1997年04月18日 | 四国道後殺人事件           | 古田求            | 井上昭   |
| 2    | 1998年05月08日 | 伊豆の踊子殺人事件         | 古田求 山口恵以子 | 井上昭   |
| 3    | 2003年10月24日 | 岩手花巻・銀河牧場殺人事件 | 佐伯俊道          | 増田天平 |